# Дегтяренко, Пётр Михайлович
Пётр Михайлович Дегтяренко (12 августа (24 августа) 1885, с. Чубинцы Киевской губернии Российская империя — 1938, Киев) — революционер, советский партийный и государственный деятель.

## Биография
С молодости участвовал в революционном движении. Неоднократно подвергался арестам царскими властями. В 1904 г. — арестован и осуждён к административной высылке в Вологодскую губернию. Бежал.
Член РСДРП с 1906 г. С 1909 г. вёл подпольную партийную работу в Киеве.
В 1915 г. вновь арестован и осуждён к административной высылке в Енисейскую губернию.
Активный участник Октябрьской революции, январского вооружённого восстания в Киеве в 1918 г. и гражданской войны. С 1917 года находился на партийной и профсоюзной работе в Киеве. В 1917—1918 г. — командир отряда Красной Гвардии, и. о. начальника Киевского гарнизона.
После начала интервенции и австро-германской оккупации Украины, стал членом Киевского подпольного областного комитета КП(б) Украины.
В декабре 1918 г. избран председателем Киевского Совета, с февраля 1919 г. стал помощником коменданта советского Киева. Позже, заместитель председателя Киевской губернской ЧК.
С апреля по 4 август 1919 г. возглавлял Киевскую губернскую ЧК.
Ответственный секретарь Октябрьского районного комитета КП(б) Украины г. Киева.
С сентября 1919 г. служил в РККА военкомом бригады. В 1920 — уполномоченный ЦК КП(б) Украины в 13-й армии, председатель Уманского революционного комитета.
В 1921—1923 г. на партийной и советской работе. Был заведующим Полтавской губернской рабоче-крестьянской инспекции.
В 1937 г. был заместителем народного комиссара лёгкой промышленности Украинской ССР.
Репрессирован и расстрелян в 1938 г.

## Память
- Именем П. М. Дегтяренко была названа одна из улиц Киева (на Оболони). Переименована в ул. Семьи Кульженко в рамках декоммунизации в 2016-м году.